# Дафна (фильм, 2007)
«Дафна» (англ. Daphne) — мелодрама 2007 года режиссёра Клэр Бивэн, биографический фильм BBC, посвящённый писательнице Дафне Дюморье. Фильм основан на книге биографа Маргарет Фостер (Margaret Forster) «Дафна дю Морье» («Daphne du Maurier: The Secret Life of the Renowned Storyteller»), где особое внимание уделено непростым взаимоотношениям писательницы с американской светской львицей Эллен Даблдэй и британской актрисой Гертрудой Лоуренс (Gertrude Lawrence).

## Сюжет
Дафна Дюморье живёт в своем поместье в Корнуолле с мужем и детьми. Она на пике популярности, её роман «Ребекка» становится бестселлером. Судебный иск по обвинению в плагиате призывает её в Нью-Йорк, куда она отправляется с детьми через океан. На корабле она знакомится с Эллен Даблдэй, женой американского издателя, в доме которого они поселяются по приезде в Америку. Эллен производит сильное впечатление на писательницу.
Дафне удаётся выиграть процесс. После торжественного вечера происходит объяснение с Эллен, которая, чувствуя эмоции Дафны, отвечает, что не может дать ей в ответ того, чего она жаждет. Дафна возвращается в Корнуолл.
Постановка спектакля по пьесе Дафны привлекает на главную роль Гертруду Лоуренс — Герти, яркую американскую актрису. Дафна разочарована в её игре. Но открытая Герти ищет общения с автором пьесы, они становятся подругами. Яркие эмоции Герти и глубокий чувственный мир Дафны сталкиваются друг с другом.
Известие о болезни Нельсона Даблдэя снова приводит Дафну в Нью-Йорк, к Эллен. После смерти мужа, подруги отправляются в путешествие по Европе. Но Эллен не в силах ответить на желания Дафны. Они расстаются.
Депрессия и застой в творчестве прерываются новым появлением Герти, которая увозит Дафну с собой в Америку. Их роман заканчивается, когда Герти понимает, что сердце Дафны, несмотря ни на что, покорено Эллен. В итоге, Дафна теряет обеих подруг. Но пережитое возвращает её к творчеству, и на свет является новый роман-бестселлер — «Моя кузина Рейчел».

## Актёрский состав
| В ролях               |  | Персонаж                            |
| --------------------- |  | ----------------------------------- |
| Джеральдин Сомервилль |  | Дафна Дюморье                       |
| Джанет Мактир         |  | Гертруда Лоуренс                    |
| Элизабет Макговерн    |  | Эллен Даблдэй                       |
| Эндрю Хэвилл          |  | Томми Браунинг (Frederick Browning) |

| В ролях             |  | Персонаж                               |
| ------------------- |  | -------------------------------------- |
| Кристофер Малькольм |  | Нельсон Даблдэй, американский издатель |
| Тим Эйхерн          |  | Дикки                                  |
| Дженни Хау          |  | Тод                                    |
| Ивэн Дэвис          |  | Джей Тейлор                            |
| Малькольм Синклэр   |  | Ноэл Кауард                            |